# Saison 10 du Meilleur Pâtissier
La dixième saison du Meilleur Pâtissier, est une émission de télévision franco-belge de concours culinaire, diffusée sur M6 depuis le 7 octobre 2021, et sur RTL TVI à partir du 11 octobre 2021. Elle est présentée par Marie Portolano et a été tournée au château de Groussay à Montfort-l'Amaury.
Cette saison entend fêter les dix ans du programme au travers de plusieurs nouveautés, notamment un plus grand nombre de candidats, de nouvelles épreuves et la participation de personnalités.
Cette édition est remportée par Maud, qui gagne le trophée du Meilleur Pâtissier, ainsi que la publication de son propre livre de recettes.

## Production et organisation

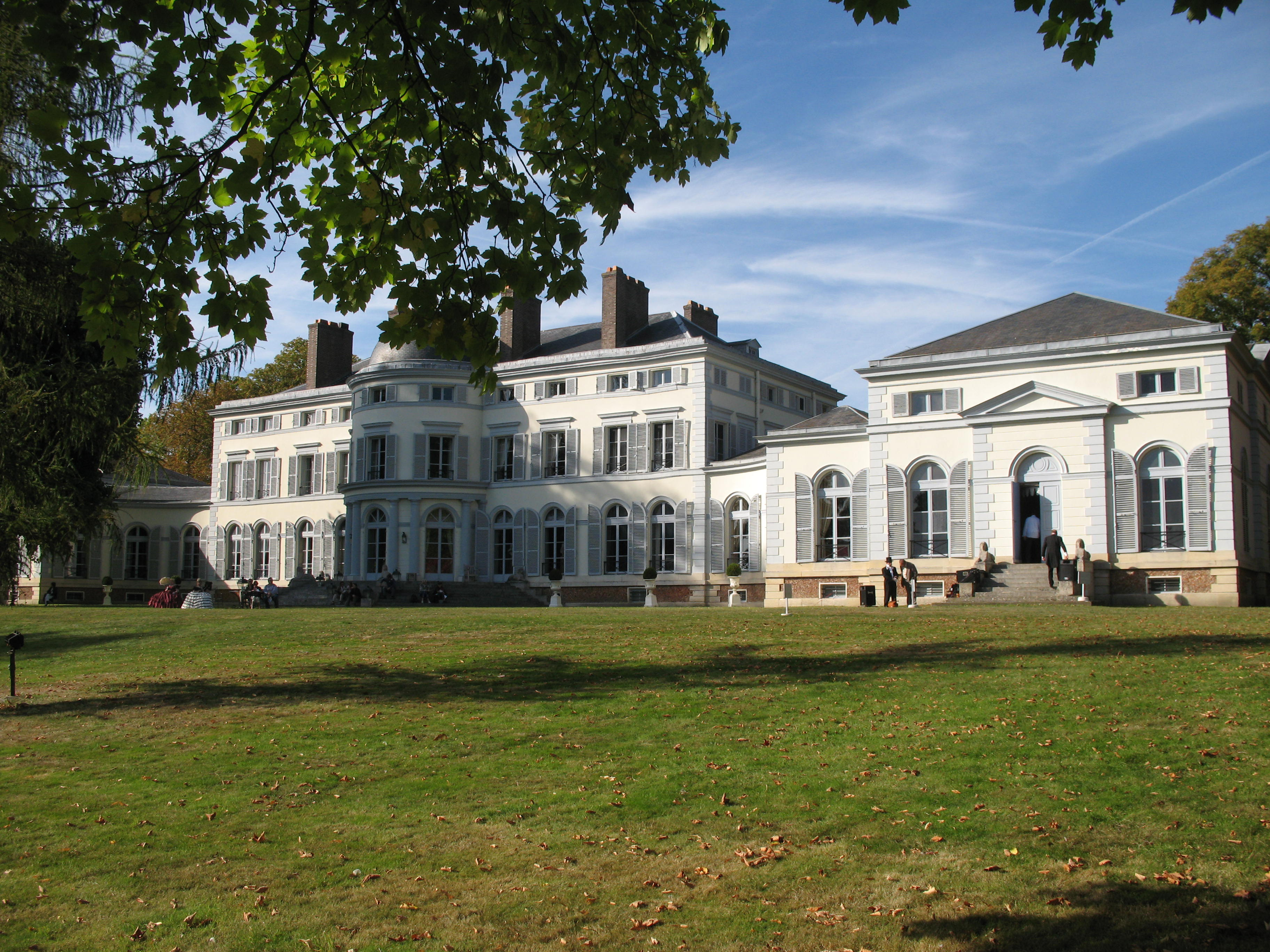
Le château de Groussay accueille le tournage de cette saison.

Marie Portolano, présente pour la première fois l'émission. Cette dernière remplace Julia Vignali, partie pour France Télévisions.
L'émission est produite par Kitchen Factory Productions et BBC Studios France (sociétés de production qui produisent l'émission depuis la première saison).

### Lieu de tournage
L'émission a été tournée au château de Groussay à Montfort-l'Amaury, qui accueille l'émission pour la huitième fois (toutes les saisons, sauf la première et la cinquième).

## Participants
Le jury reste inchangé depuis la première saison. Il se compose de Cyril Lignac, cuisiner français, et de Jacqueline Mercorelli, dite « Mercotte », critique culinaire et blogueuse de formation sur le web.

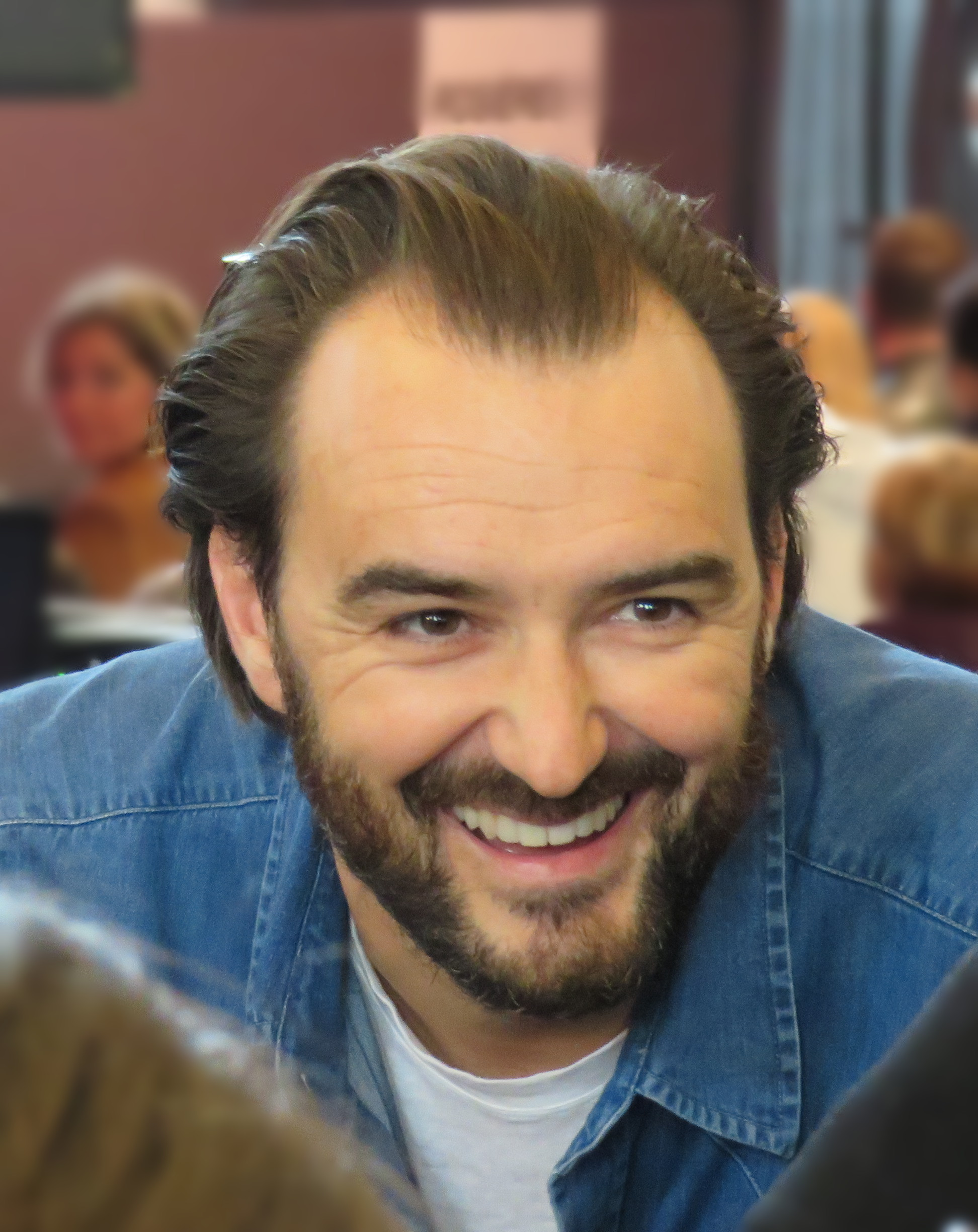
Cyril Lignac
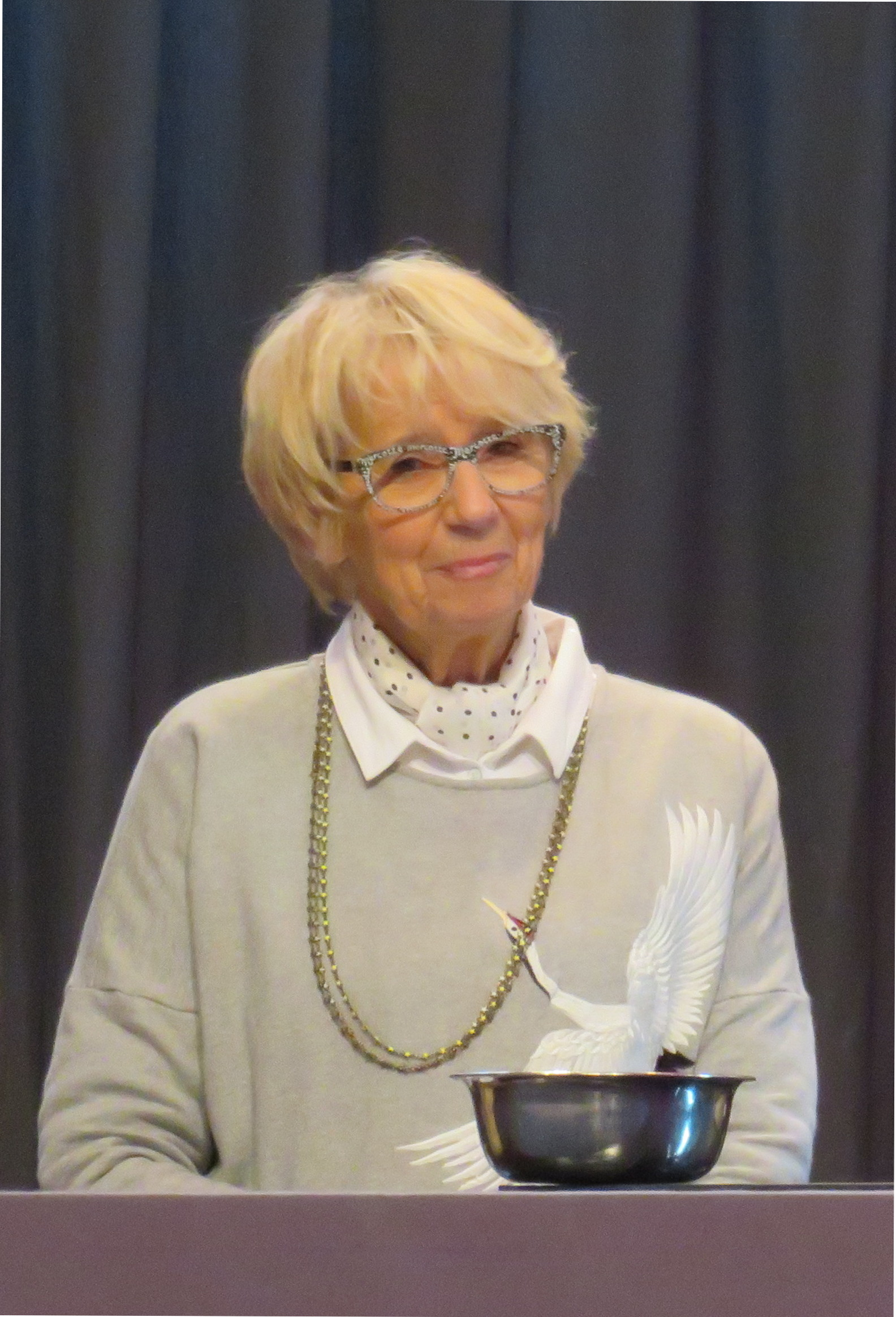
Mercotte

## Candidats
(août 2025).
Ci-dessous, la liste des 20 candidats de cette saison, :
|   | Candidats  | Profession                         | Âge    | Localisation                        | Départ et réf.              |
| - | ---------- | ---------------------------------- | ------ | ----------------------------------- | --------------------------- |
| ♂ | François   | Policier CRS                       | 44 ans | Douai (Nord)                        | Éliminés (épisode 1)        |
| ♀ | Gwendoline | Mannequin et Miss Philippines 2011 | 31 ans | Paris                               | Éliminés (épisode 1)        |
| ♀ | Léa        | Photographe de mariage             | 28 ans | Draguignan (Var)                    | Éliminés (épisode 1)        |
| ♂ | Quentin    | Ingénieur travaux                  | 27 ans | Chaville (Hauts-de-Seine)           | Éliminés (épisode 1)        |
| ♀ | Ramy       | Blogueuse culinaire                | 42 ans | Lille (Nord)                        | Éliminés (épisode 1)        |
| ♀ | Véronique  | Ancienne députée                   | 61 ans | Naintré (Vienne)                    | Éliminés (épisode 1)        |
| ♀ | Margaux    | Coiffeuse                          | 26 ans | Carvin (Pas-de-Calais)              | Éliminée (épisode 1 – 2)    |
| ♂ | Guillaume  | Pilote de ligne                    | 34 ans | Paris                               | Éliminé (épisode 1 – 3)     |
| ♀ | Méryl      | Coach thérapeute                   | 33 ans | Brive-la-Gaillarde (Corrèze)        | Éliminée (épisode 1 – 4)    |
| ♀ | Aurélie    | Agricultrice                       | 40 ans | Savigny (Manche)                    | Éliminée (épisode 1 – 5)    |
| ♂ | Nicolas    | Chauffeur routier                  | 42 ans | Dunkerque (Nord)                    | Éliminé (épisode 1 - 6)     |
| ♀ | Anne-Loup  | Étudiante                          | 21 ans | La Rochelle (Charente-Maritime)     | Éliminée (épisode 1 - 7)    |
| ♀ | Marion     | Dentiste                           | 34 ans | Zurich (Suisse)                     | Éliminée (épisode 1 - 8)    |
| ♂ | Jérémy     | Musicien                           | 38 ans | Neuilly-sur-Seine (Hauts-de-Seine)  | Éliminé (épisode 1 – 9)     |
| ♂ | Paul-Henri | Gestionnaire financier             | 26 ans | Challans (Vendée)                   | Éliminé (épisode 1 – 10)    |
| ♂ | Jérôme     | Chargé de marketing                | 46 ans | Évry (Essonne)                      | Éliminé (épisode 1 – 11)    |
| ♂ | Mohamed    | Gestionnaire administratif         | 34 ans | Le Blanc-Mesnil (Seine-Saint-Denis) | Éliminé (épisode 1 – 12)    |
| ♂ | Alexandre  | Responsable commercial             | 29 ans | Charleroi (Belgique)                | Finalistes (épisode 1 – 13) |
| ♀ | Aya        | Juriste en reconversion            | 27 ans | Paris                               | Finalistes (épisode 1 – 13) |
| ♀ | Maud       | Lycéenne                           | 16 ans | Sèvres (Hauts-de-Seine)             | Vainqueur (épisode 1 – 13)  |

## Bilan par épisode
Cette section ne s'appuie pas, ou pas assez, sur des sources secondaires ou tertiaires indépendantes du sujet. Le texte peut contenir des analyses inexactes ou inédites de sources primaires.
Pour l'améliorer, ajoutez-en, ou placez des modèles {{Source secondaire souhaitée}} ou {{Source secondaire nécessaire}} sur les passages mal sourcés. (août 2025)
| Épisode     | Thème                               | Défi de Cyril                    | Épreuve technique de Mercotte                       | Épreuve créative et chef/artiste(s) invité(s)                                                                      | Candidat(e) désigné(e) pâtissier(ère) de la semaine | Candidat(e) éliminé(e)                         | Réf.                          |
| ----------- | ----------------------------------- | -------------------------------- | --------------------------------------------------- | --- | --------------------------------------------------- | ---------------------------------------------- | ----------------------------- |
| 1er épisode | Bienvenue en saison 10              | La tarte d'identité              | [ n° 1 ]                                            | Un objet à emmener dans la tente                                                                                   | [ n° 1 ]                                            | François Gwendoline Léa Quentin Ramy Véronique | [source secondaire souhaitée] |
| 2e épisode  | Les gâteaux sont dans le pré        | L'œuf dans tous ses états        | Le Bzz Bzz                                          | L'animal de la ferme les représentant le mieux (avec Christelle Brua)                                              | Aurélie                                             | Margaux                                        | [source secondaire souhaitée] |
| 3e épisode  | Quand la musique est bonne          | L'opéra remixé                   | Le microsillon                                      | Mettre en scène une chanson au cœur d’une création ludique et gourmande (avec Pierre Hermé, Louane et Julien Doré) | Marion                                              | Guillaume                                      | [source secondaire souhaitée] |
| 4e épisode  | Nord vs Sud : la revanche           | La guerre des tartes - le retour | Le Puy de Sancy                                     | Les clichés de l'équipe adverse (avec Christophe Renou)                                                            | Aurélie                                             | Méryl                                          | [source secondaire souhaitée] |
| 5e épisode  | La forêt de Chocoliande             | La forêt-noire enchantée         | Le rocher d'Excalibur                               | Créatures imaginaires en chocolat (avec Nina Métayer)                                                              | Maud                                                | Aurélie                                        | [source secondaire souhaitée] |
| 6e épisode  | Sang pour sang Gourmand             | L'orange sanguine                | Le Vampirul Liliac                                  | Réaliser un gâteau dégoulinant de sang (avec Stéphanie Le Quellec)                                                 | Mohamed                                             | Nicolas                                        | [source secondaire souhaitée] |
| 7e épisode  | La cour de récrème                  | Les goûters d’enfance XXL        | L'Équilibrik                                        | Réaliser son jeu/jouet d’enfance préféré en gâteau (avec François Perret)                                          | Aya                                                 | Anne-Loup                                      | [source secondaire souhaitée] |
| 8e épisode  | 50 nuances de crème                 | La banane                        | L'Étreinte                                          | La première fois en patisserie (avec Maxime Barbot)                                                                | Paul-Henri                                          | Marion                                         | [source secondaire souhaitée] |
| 9e épisode  | Ma ganache au Canada                | Le sirop d'érable                | Le séquoia carreauté                                | Les symboles du Canada en gâteau (avec Arnaud Coutret)                                                             | Aya                                                 | Jérémy                                         | [source secondaire souhaitée] |
| 10e épisode | Vive le Sud-Ouest !                 | La boîte de cannelés             | Le béret basque (Cyril Lignac en tant que candidat) | Les symboles de cette région en gâteau (avec Yannick Delpech)                                                      | Aya                                                 | Paul-Henri                                     | [source secondaire souhaitée] |
| 11e épisode | Les voyages dans le temps           | La charlotte                     | La religieuse à l’ancienne                          | Le voyage dans le temps (avec Thierry Marx)                                                                        | Maud                                                | Jérôme                                         | [source secondaire souhaitée] |
| 12e épisode | Cendrillon et la pantoufle de crème | La couronne du Prince Charmant   | Le gâteau Cendrillon                                | Ma pantoufle (avec Jean-François Piège)                                                                            | Aucun                                               | Mohamed                                        | [source secondaire souhaitée] |
| 13e épisode | Noël                                | Le pull de Noël                  | La boule à neige                                    | Mon sapin de Noël (avec Christophe Michalak)                                                                       | Maud                                                | Alexandre Aya                                  | [source secondaire souhaitée] |

## Résumés détaillés
Toutes les recettes détaillées des candidats sont consultables sur le site cuisineaz.com[source secondaire souhaitée], filiale du groupe M6.

### 1erépisode: Bienvenue ensaison 10
Cet épisode est diffusé pour la première fois le 7 octobre 2021. Le thème est : bienvenue en saison 10.
Pour la première fois dans le concours, les candidats sont soumis à une phase de pré-sélections. En effet, si 20 candidats s'affrontent au départ, seuls 14 peuvent décrocher un tablier du concours, leur permettant d'intégrer la tente.
Pour le défi de Cyril Lignac, les candidats ont 2 h, pour réaliser une tarte d'identité, autrement dit, une tarte qui permet de les définir ou représente quelque chose qui les caractérise. L'épreuve se déroule, et après dégustation, Cyril et Mercotte désignent, chacun de leur côté, les trois meilleures réalisations selon eux. Cyril choisit Jérémy, Marion et Jérôme et Mercotte, Jérémy, Aya et Maud. Ces cinq candidats sont donc directement qualifiés. Les quinze restants participent à une deuxième épreuve.
Pour la dernière épreuve les candidats encore non-qualifiés s'affrontent sur une épreuve créative. Ils disposent de 3 h pour représenter un objet dont ils ne pourraient se séparer s'ils pouvaient entrer dans la tente. L'épreuve se déroule et le jury déguste les réalisations.
Au regard des deux épreuves, Cyril et Mercotte ont choisi de qualifier Méryl, Guillaume, Alexandre, Paul-Henri, Margaux, Mohamed, Nicolas, Aurélie et Anne-Loup, signifiant, de fait, l'élimination de François, Gwendoline, Léa, Quentin, Ramy et Véronique.

### 2eépisode: Les gâteaux sont dans le pré
Cet épisode est diffusé pour la première fois le 14 octobre 2021. Le thème est : les gâteaux sont dans le pré.
Pour le défi de Cyril Lignac, les candidats ont 2 h, pour réaliser un trompe-l'œil. L'épreuve se déroule, et après dégustation, Aurélie, Aya et Jérémy reçoivent les félicitations du jury.
Pour l'épreuve technique de Mercotte, les candidats doivent réaliser un gâteau « Bzz Bzz », avec un imposant gâteau en forme de ruche d’abeilles couronné avec une onctueuse chantilly à la vanille et des abeilles en pâte à sucre. Dégustation faite, les jurés établissent un classement, et Guillaume se retrouve en bas de ce dernier, tandis que Jérôme est en tête.
Pour l'épreuve créative, les jurés sont épaulés de Christelle Brua, et les candidats doivent réaliser un animal de la ferme, un animal totem.
Au regard des trois épreuves, Cyril et Mercotte ont désigné Aurélie pâtissière de la semaine, et ont décidé d'éliminer Margaux.

### 3eépisode: Quand la musique est bonne
Cet épisode est diffusé pour la première fois le 21 octobre 2021. Le thème est : quand la musique est bonne.
Pour le défi de Cyril Lignac, les candidats ont 2 h, pour réaliser un Opéra remixé. L'épreuve se déroule, et après dégustation, Mohamed, Maud et Guillaume reçoivent les félicitations du jury.
Pour l'épreuve technique de Mercotte, les candidats doivent réaliser un microsillon. Dégustation faite, les jurés établissent un classement, et Guillaume se retrouve en bas de ce dernier, tandis que Jérôme est en tête.
Pour l'épreuve créative, les jurés sont épaulés de Pierre Hermé, Louane et Julien Doré et les candidats doivent mettre en scène une chanson au cœur d’une création ludique et gourmande.
Avant les résultats, Louanne interprète son tube « Aimer à mort ».
Au regard des trois épreuves, Cyril et Mercotte ont désigné Marion pâtissière de la semaine, et ont décidé d'éliminer Guillaume.

### 4eépisode: Nord vs Sud: la revanche

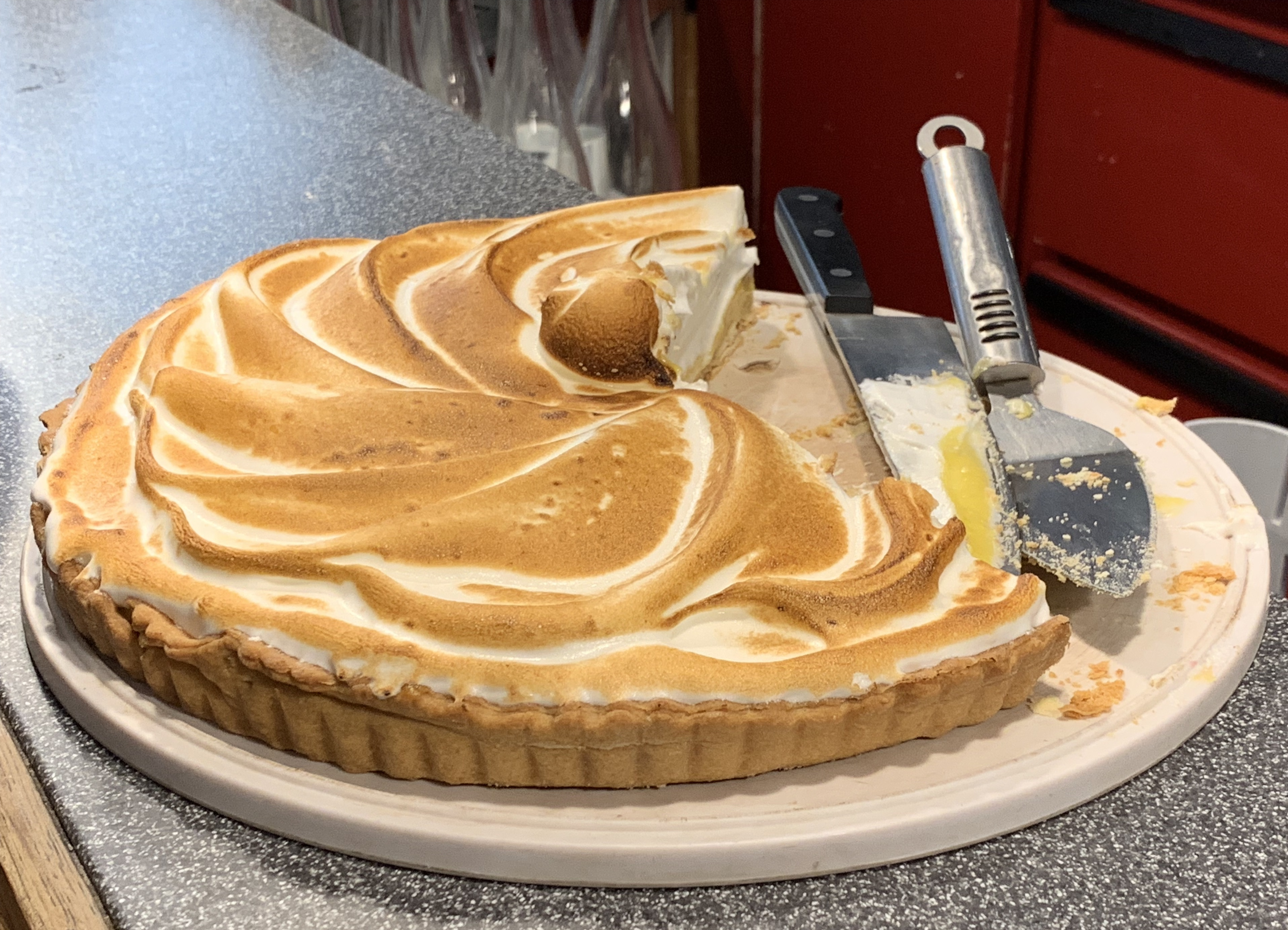
Une tarte au citron meringuée, pour les sudistes.

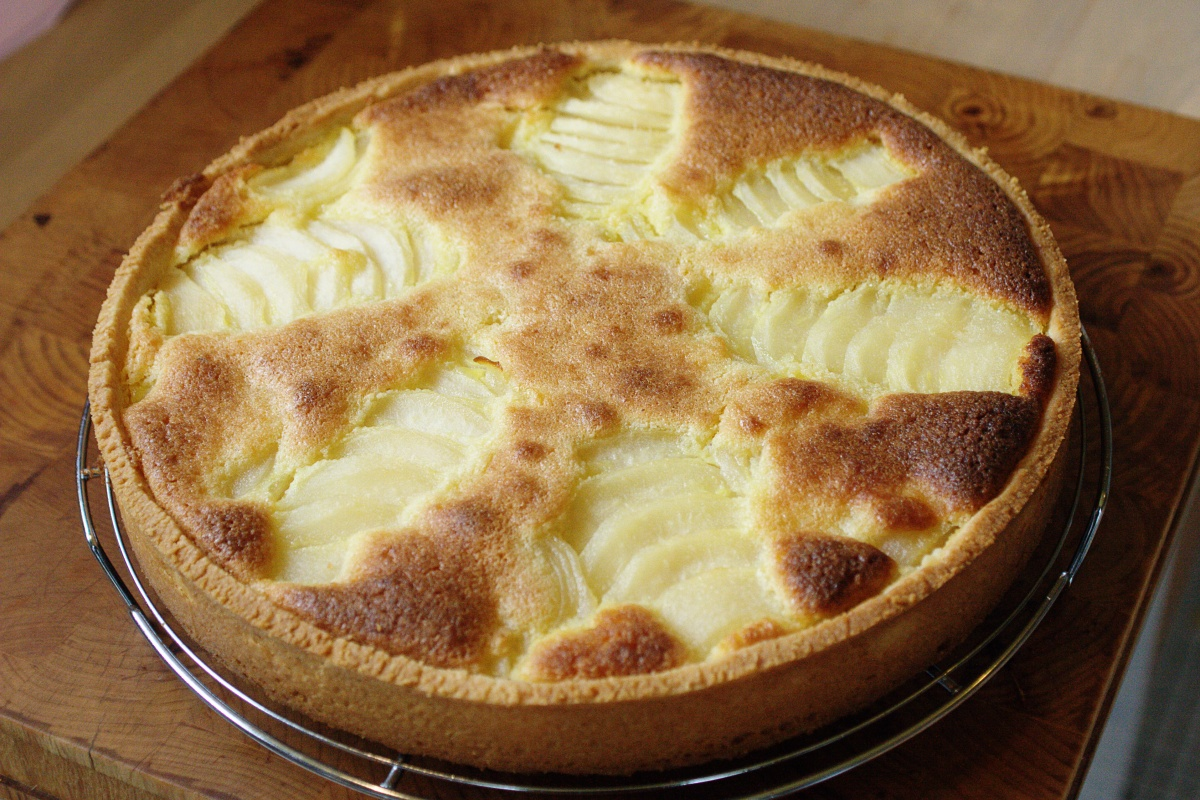
Une tarte Bourdaloue, pour les nordistes.

Cet épisode est diffusé pour la première fois le 28 octobre 2021. Le thème est : Nord vs Sud : la revanche.
Exceptionnellement, pour cet épisode, deux équipes s'affrontent : celle du Nord et celle du Sud. Les nordistes, Alexandre, Maud, Paul-Henri, Aurélie, Nicolas et Anne-Loup, revêtent un tablier gris, et les sudistes, Mohamed, Aya, Jérémy, Marion, Jérôme et Méryl, un tablier jaune.
Pour le défi de Cyril Lignac, la guerre des tartes est organisée. Ainsi, les candidats du Nord revisitent la tarte Bourdaloue, alors que ceux du Sud, une tarte au citron meringuée. L'épreuve se déroule, et après dégustation, c'est l'équipe du Nord qui l'emporte avec 4 duels remportés grâce à Maud, Aurélie, Paul-Henri et Alexandre pour les nordistes contre 2 duels remportés grâce à Jérémy et Mohamed pour les sudistes.
Pour l'épreuve technique de Mercotte, les candidats doivent réaliser un volcan : Le Puy de Sancy. Dégustation faite, les jurés établissent un classement, et Maud se retrouve en bas de ce dernier, tandis que Jérôme est en tête. Les points sont distribués à chaque position des candidats, le 12e rapporte 1 point pour son équipe, le 11e rapporte deux points, etc. jusqu'à au vainqueur qui rapporte 12 points pour l'équipe. Après la distribution, le Sud remporte cette épreuve technique avec 41 points contres 37 points pour le Nord.
Pour l'épreuve créative, les jurés sont épaulés de Christophe Renou et les candidats doivent réaliser un gâteau sur les clichés de la région adverse. Après dégustation, c'est l'équipe du Nord qui remporte cette dernière épreuve, et gagne ainsi ce duel des régions.
L'année dernière, l'équipe du Sud l'avait remporté, ce qui fait un match nul entre les deux régions.
Au regard des trois épreuves, Cyril et Mercotte ont désigné Aurélie (de l'équipe du Nord) pâtissière de la semaine, et ont décidé d'éliminer Méryl (de l'équipe du Sud).

### 5eépisode: La forêt de Chocoliande
Cet épisode est diffusé pour la première fois le 4 novembre 2021. Le thème est : la forêt de Chocoliande.
Pour le défi de Cyril Lignac, les candidats ont 2 h, pour réaliser la forêt noire enchantée. L'épreuve se déroule, et après dégustation, Marion, Maud et Aya reçoivent les félicitations du jury.
Pour l'épreuve technique de Mercotte, les candidats doivent réaliser le rocher d'Excalibur. Dégustation faite, les jurés établissent un classement, et Jérôme se retrouve en bas de ce dernier, tandis que Maud est en tête.
Pour l'épreuve créative, les jurés sont épaulés de Nina Métayer et les candidats doivent imaginer une créature en chocolat pour apporter de la vie dans la forêt de Chocoliande.
Au regard des trois épreuves, Cyril et Mercotte ont désigné Maud pâtissière de la semaine, et ont décidé d'éliminer Aurélie.

### 6eépisode: Sang pour sang Gourmand
Cet épisode est diffusé pour la première fois le 11 novembre 2021. Le thème est : sang pour sang gourmand.
Pour le défi de Cyril Lignac, les candidats ont 2 h, pour réaliser l'orange sanguine. L'épreuve se déroule, et après dégustation, Jérémy, Mohamed et Alexandre reçoivent les félicitations du jury.
Pour l'épreuve technique de Mercotte, les candidats doivent réaliser le Vampirul Liliac. Dégustation faite, les jurés établissent un classement, et Jérémy se retrouve en bas de ce dernier, tandis qu'Aya est en tête.
Pour l'épreuve créative, les jurés sont épaulés de Stéphanie Le Quellec et les candidats doivent réaliser un gâteau dégoulinant de sang.
Au regard des trois épreuves, Cyril et Mercotte ont désigné Mohamed pâtissier de la semaine, et ont décidé d'éliminer Nicolas.

### 7eépisode: La cour de récrème
Cet épisode est diffusé pour la première fois le 18 novembre 2021. Le thème est : La cour de récrème.
Pour le défi de Cyril Lignac, les candidats ont 2 h, pour réaliser le quatre-heures XXL. L'épreuve se déroule, et après dégustation, Mohamed, Jérôme et Aya reçoivent les félicitations du jury.
Pour l'épreuve technique de Mercotte, les candidats doivent réaliser L'Équilibrik. Dégustation faite, les jurés établissent un classement, et Marion se retrouve en bas de ce dernier, tandis qu'Aya est en tête.
Pour l'épreuve créative, les jurés sont épaulés de François Perret et les candidats doivent réaliser leur jeu/jouet d’enfance préféré en gâteau.
Au regard des trois épreuves, Cyril et Mercotte ont désigné Aya pâtissière de la semaine, et ont décidé d'éliminer Anne-Loup.

### 8eépisode: 50 nuances de crème
Cet épisode est diffusé pour la première fois le 25 novembre 2021. Le thème est : 50 nuances de crème.
Pour le défi de Cyril Lignac, les candidats ont 2 h, pour réaliser la banane tout en verticalité. L'épreuve se déroule, et après dégustation, Mohamed, Paul-Henri et Aya reçoivent les félicitations du jury.
Pour l'épreuve technique de Mercotte, les candidats placés en duos doivent réaliser L'Étreinte. Dégustation faite, les jurés établissent un classement, et Marion et Maud se retrouvent en bas de ce dernier, tandis que Mohamed et Jérôme sont en tête.
Pour l'épreuve créative, les jurés sont épaulés de Maxence Barbot et les candidats doivent raconter leur première fois en pâtisserie.
Au regard des trois épreuves, Cyril et Mercotte ont désigné Paul-Henri pâtissier de la semaine, et ont décidé d'éliminer Marion.

### 9eépisode: Ma ganache au Canada
Cet épisode est diffusé pour la première fois le 2 décembre 2021. Le thème est : Ma ganache au Canada.
Pour le défi de Cyril Lignac, les candidats ont 2 h, pour concocter un dessert au sirop d'érable. L'épreuve se déroule, et après dégustation, Aya et Maud reçoivent les félicitations du jury.
Pour l'épreuve technique de Mercotte, les candidats placés en duos doivent réaliser le séquoia carreauté. Dégustation faite, les jurés établissent un classement, et Paul-Henri et Mohamed se retrouvent en bas de ce dernier, tandis que Maud, Jérôme et Alexandre sont en tête.
Pour l'épreuve créative, les jurés sont épaulés de Arnaud Coutret et les candidats doivent réaliser les symboles du Canada en gâteaux.
Au regard des trois épreuves, Cyril et Mercotte ont désigné Aya pâtissière de la semaine, et ont décidé d'éliminer Jérémy.

### 10eépisode: Vive le Sud-Ouest!
Cet épisode est diffusé pour la première fois le 9 décembre 2021. Le thème est : Vive le Sud-Ouest !
Pour le défi de Cyril Lignac, les candidats ont 2 h, pour réaliser La boîte de cannelés. L'épreuve se déroule, et après dégustation, Aya et Maud reçoivent les félicitations du jury.
Pour l'épreuve technique de Mercotte, les candidats placés en duos doivent réaliser le béret basque. Dégustation faite, les jurés établissent un classement, et Maud, Paul-Henri, Jérôme se retrouvent en bas de ce dernier, tandis que Mohamed est en tête devant Cyril Lignac. De ce fait, Mohamed gagne une immunité et se qualifie pour la semaine prochaine.
Pour l'épreuve créative, les jurés sont épaulés de Yannick Delpech et les candidats doivent mettre le Sud-Ouest à l’honneur !
Au regard des trois épreuves, Cyril et Mercotte ont désigné Aya pâtissière de la semaine, et ont décidé d'éliminer Paul-Henri.

### 11eépisode: Les voyages dans le temps
Cet épisode est diffusé pour la première fois le 16 décembre 2021. Le thème est : Les voyages dans le temps.
Pour le défi de Cyril Lignac, les candidats ont 2 h, pour réaliser la charlotte. L'épreuve se déroule, et après dégustation, Maud reçoit les félicitations du jury.
Pour l'épreuve technique de Mercotte, les candidats doivent réaliser la religieuse à l'ancienne. Dégustation faite, les jurés n'établissent pas de classement étant donné la difficulté de l'épreuve.
Pour l'épreuve créative, les jurés sont épaulés de Thierry Marx et les candidats doivent réaliser le voyage dans le temps.
Au regard des trois épreuves, Cyril et Mercotte ont désigné Maud pâtissière de la semaine, et ont décidé d'éliminer Jérôme.

### 12eépisode(demi-finale): Cendrillon et la pantoufle de crème
Cet épisode est diffusé pour la première fois le 23 décembre 2021. Le thème est : Cendrillon et la pantoufle de crème
Pour le défi de Cyril Lignac, les candidats ont 2 h, pour réaliser la couronne du Prince Charmant. L'épreuve se déroule, et après dégustation, Maud reçoit les félicitations du jury.
Pour l'épreuve technique de Mercotte, les candidats placés en duos doivent réaliser le gâteau Cendrillon. En début d'épreuve, la recette n'étant pas donnée, l'émissaire royal de la "Reine Mercotte" dicte la recette du "Bibidibobidiboo". Dégustation faite, les jurés établissent un classement, et Aya se retrouve en bas de ce dernier, tandis que Mohamed est en tête.
Pour l'épreuve créative, les jurés sont épaulés de Jean-François Piège et les candidats doivent réaliser leur pantoufle.
Au regard des trois épreuves, Cyril et Mercotte n'ont désigné aucun pâtissier de la semaine, et ont décidé d'éliminer Mohamed.

### 13eépisode(finale): Noël
Cet épisode est diffusé pour la première fois le 30 décembre 2021. Le thème est : Noël.
Pour le défi de Cyril Lignac, les candidats ont 2 h 30, pour réaliser le pull de Noël. L'épreuve se déroule, et après dégustation, Maud reçoit les félicitations du jury.
Pour l'épreuve technique de Mercotte, les candidats doivent réaliser la boule à neige. Dégustation faite, les jurés établissent un classement, et Maud se retrouve en bas de ce dernier, tandis qu'Alexandre est en tête.
Pour l'épreuve créative, les jurés sont épaulés de Christophe Michalak et les candidats doivent réaliser un sapin de Noël d'une hauteur minimum de 80 centimètres.
Au regard des trois épreuves de cette finale, Cyril et Mercotte ont désigné Maud vainqueur de cette dixième saison. Elle l'emporte ainsi face à Alexandre et à Aya et gagne le trophée du Meilleur Pâtissier, ainsi que la publication de son propre livre de recettes.

## Audiences et diffusion
En France, l'émission est diffusée les jeudis, sur M6, du 7 octobre 2021 au 30 décembre 2021. Un épisode dure environ 2 h 15 (publicités incluses), soit une diffusion de 21 h 5 à 23 h 20.
En Belgique, l'émission sera diffusée une semaine après la France, les lundis, sur RTL TVI, du 11 octobre 2021 au 30 décembre 2021. L'épisode est le même, donc la durée reste de 2 h 15 (publicités incluses), mais il est diffusé de 20 h 20 à 22 h 35.
| Épisode            | Jour et horaire de diffusion           | Nombre de téléspectateurs | Part de marché  | Part de marché | Classement des audiences | Réf.   |
| Épisode            | Jour et horaire de diffusion           | Nombre de téléspectateurs | (4 ans et plus) | (FRDA-50)      | Classement des audiences | Réf.   |
| ------------------ | -------------------------------------- | ------------------------- | --------------- | -------------- | ------------------------ | ------ |
| 1                  | Jeudi 7 octobre 2021 (21:05 - 23:20)   | 2 072 000                 | 11,3 %          | 24,8 %         | 3e                       | [ 48 ] |
| 2                  | Jeudi 14 octobre 2021 (21:05 - 23:20)  | 2 395 000                 | 14,2 %          | 26,5 %         | 2e                       | [ 49 ] |
| 3                  | Jeudi 21 octobre 2021 (21:05 - 23:40)  | 2 018 000                 | 11,6 %          | 24 %           | 2e                       | [ 50 ] |
| 4                  | Jeudi 28 octobre 2021 (21:05 - 23:30)  | 2 329 000                 | 13,2 %          | 29,2 %         | 2e                       | [ 51 ] |
| 5                  | Jeudi 4 novembre 2021 (21:05 - 23:30)  | 2 396 000                 | 13,2 %          | 27,4 %         | 2e                       | [ 52 ] |
| 6                  | Jeudi 11 novembre 2021 (21:05 - 23:30) | 2 372 000                 | 12,6 %          | 27,3 %         | 2e                       | [ 53 ] |
| 7                  | Jeudi 18 novembre 2021 (21:05 - 23:30) | 2 433 000                 | 13,6 %          | 28 %           | 2e                       | [ 54 ] |
| 8                  | Jeudi 25 novembre 2021 (21:05 - 23:30) | 2 426 000                 | 13,1 %          | 26,3 %         | 3e                       | [ 55 ] |
| 9                  | Jeudi 2 décembre 2021 (21:05 - 23:30)  | 2 437 000                 | 13,7 %          | 28,2 %         | 2e                       | [ 56 ] |
| 10                 | Jeudi 9 décembre 2021 (21:05 - 23:30)  | 2 408 000                 | 13 %            | 29 %           | 3e                       | [ 57 ] |
| 11                 | Jeudi 16 décembre 2021 (21:05 - 23:30) | 2 432 000                 | 13,5 %          | 25,3 %         | 3e                       | [ 58 ] |
| 12                 | Jeudi 23 décembre 2021 (21:05 - 23:30) | 2 750 000                 | 14,9 %          | 28,2 %         | 1er                      | [ 59 ] |
| 13 (finale)        | Jeudi 30 décembre 2021 (21:05 - 23:30) | 3 173 000                 | 17,1 %          | 31,8 %         | 1er                      | [ 60 ] |
|                    |                                        |                           |                 |                |                          |        |
| Bilan de la saison | Bilan de la saison                     | 2 430 000                 | 13,5 %          | 27,4 %         | –                        | [ 61 ] |

| Épisode     | Jour et horaire de diffusion            | Nombre de téléspectateurs | Part de marché (sur les 4 ans et plus) | Réf.   |
| ----------- | --------------------------------------- | ------------------------- | -------------------------------------- | ------ |
| 1           | Lundi 11 octobre 2021 (20:20 - 22:35)   | 422 635                   | 27,8 %                                 | [ 62 ] |
| 2           | Lundi 18 octobre 2021 (20:20 - 22:35)   | 489 581                   | 33,7 %                                 | [ 62 ] |
| 3           | Lundi 25 octobre 2021 (20:20 - 22:55)   | 381 935                   | 33 %                                   | [ 62 ] |
| 4           | Lundi 1er novembre 2021 (20:20 - 22:45) | 401 071                   | 29 %                                   | [ 62 ] |
| 5           | Lundi 8 novembre 2021 (20:20 - 22:45)   | 446 979                   | 31,6 %                                 | [ 62 ] |
| 6           | Lundi 15 novembre 2021 (20:20 - 22:45)  | 480 686                   | 31,8 %                                 | [ 62 ] |
| 7           | Lundi 22 novembre 2021 (20:20 - 22:45)  | 462 154                   | 32,6 %                                 | [ 62 ] |
| 8           | Lundi 29 novembre 2021 (20:20 - 22:45)  | 430 338                   | 30,1 %                                 | [ 62 ] |
| 9           | Lundi 6 décembre 2021 (20:20 - 22:45)   | 422 763                   | 30 %                                   | [ 62 ] |
| 10          | Lundi 13 décembre 2021 (20:20 - 22:45)  | 472 073                   | 34,4 %                                 | [ 62 ] |
| 11          | Lundi 20 décembre 2021 (20:20 - 22:45)  | 405 300                   | 31,7 %                                 | [ 62 ] |
| 12          | Lundi 27 décembre 2021 (20:20 - 22:45)  |                           |                                        | [ 62 ] |
| 13 (finale) | Jeudi 30 décembre 2021 (21:15 - 23:15)  |                           |                                        | [ 62 ] |

Légende :
- plus hauts scores d'audiences
- plus bas scores d'audiences